# San Miguel Dueñas
San Miguel Dueñas est une ville du Guatemala dans le département de Sacatepéquez.